# 산양초등학교 곤리분교
산양초등학교 곤리분교는 대한민국 경상남도 통영시에 있었던 공립 초등학교이다.

## 학교 연혁
- 1947년 9월 1일 산양국민학교 곤리분교장 설립인가
- 1952년 4월 10일 곤리국민학교 인가
- 1985년 3월 2일 병설유치원 개원
- 1995년 3월 1일 산양국민학교 곤리분교장 격하
- 1996년 3월 1일 산양초등학교 곤리분교로 개칭
- 2025년 2월 28일 폐교[1] 및 산양초등학교 통폐합, 78년만에 폐교

## 참고 자료
- 산양초등학교곤리분교장 - 한국교육학술정보원 학교알리미